# Список умерших в 1298 году

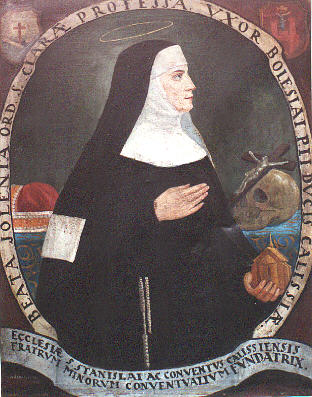
Иоланта Польская

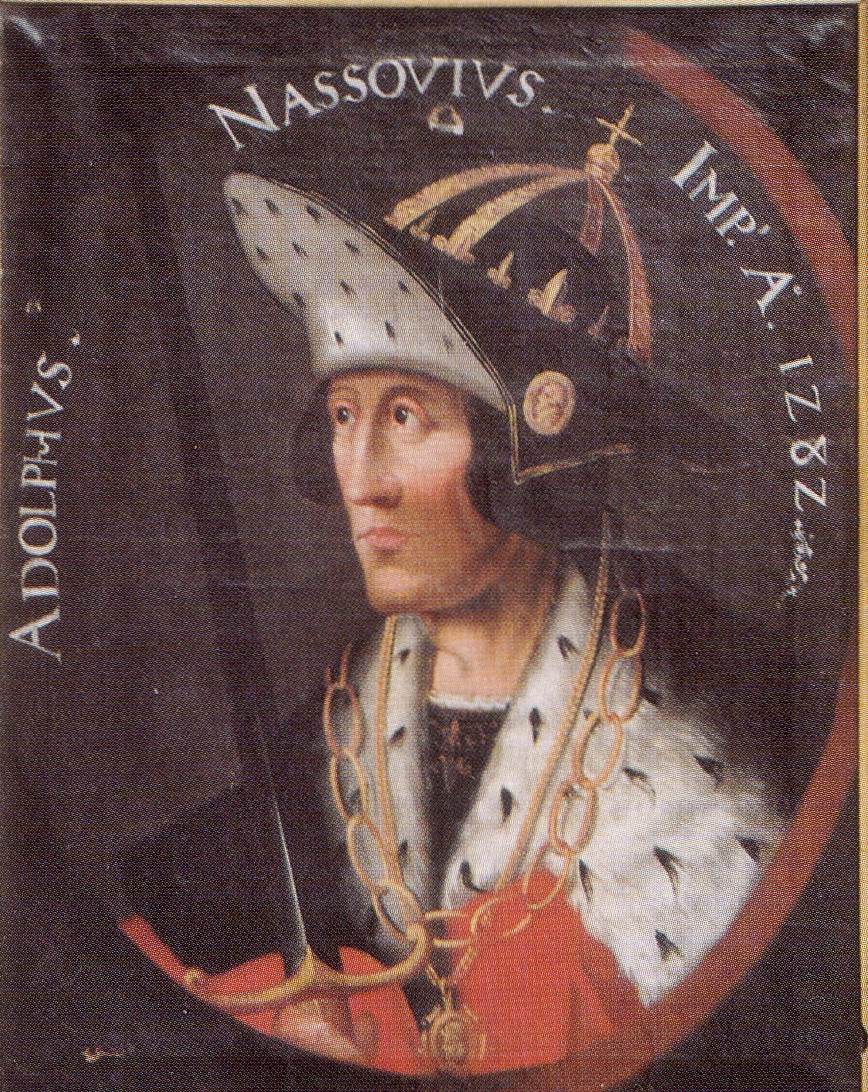
Адольф Нассауский

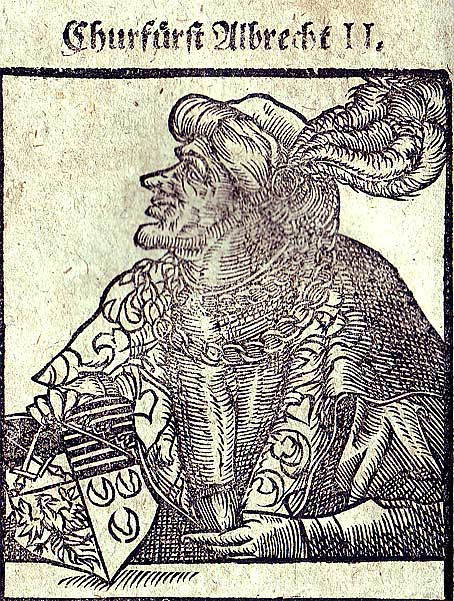
Альбрехт II

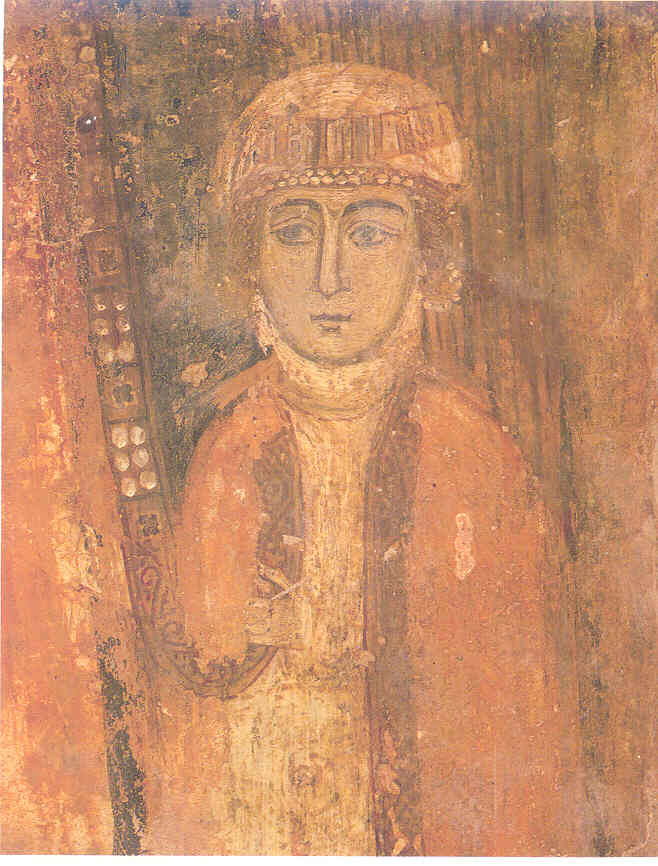
Анна Ростиславна

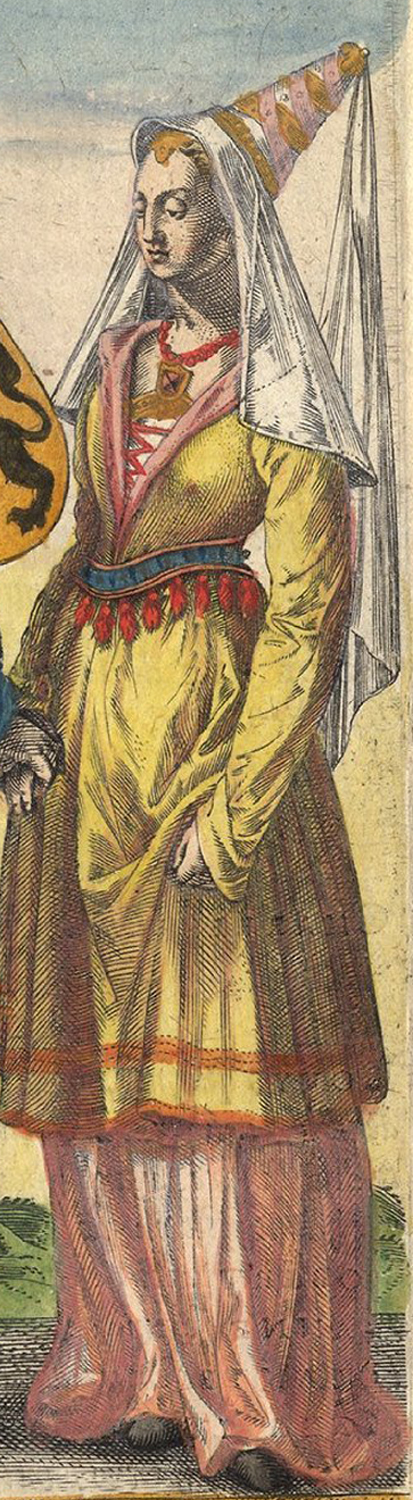
Изабелла Люксембургская

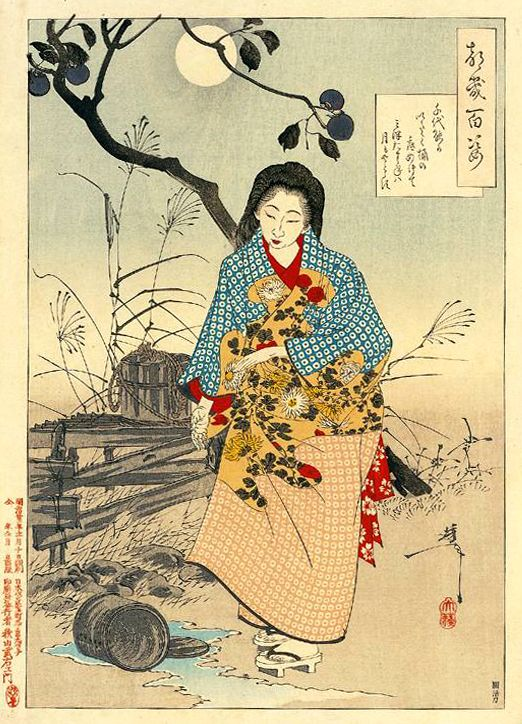
Мугай Нёдай

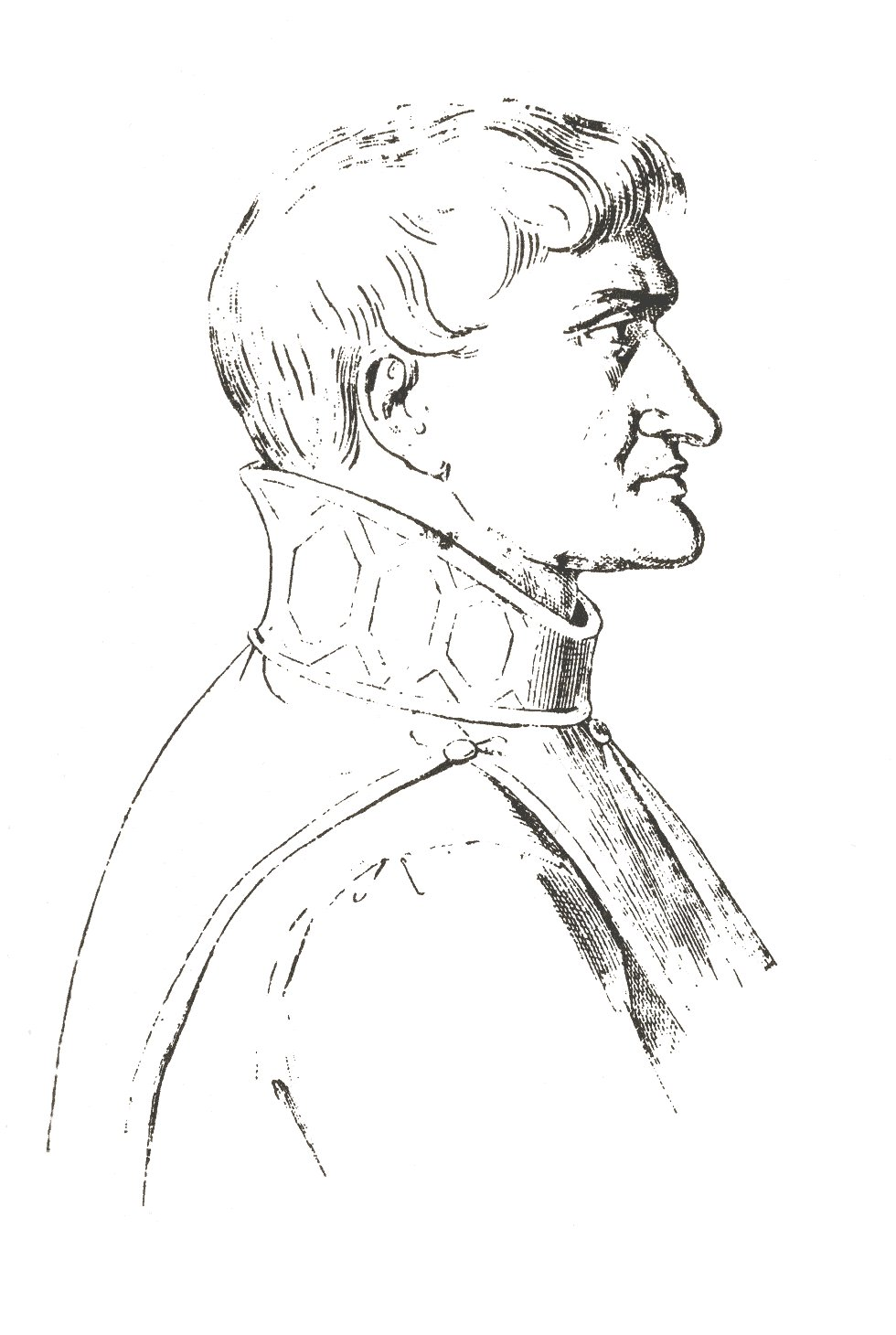
Джованни да Прочида

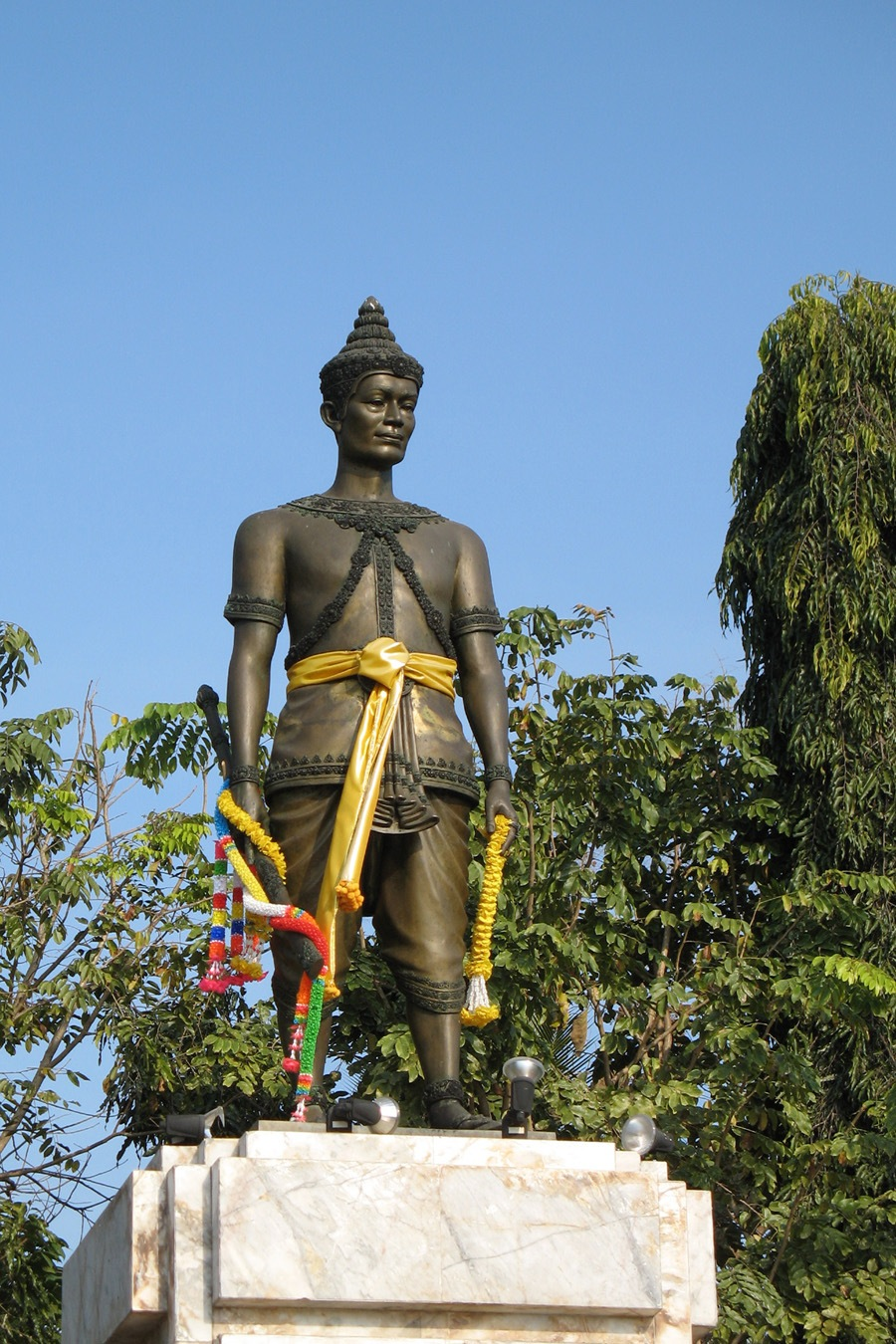
Нгам Муанг

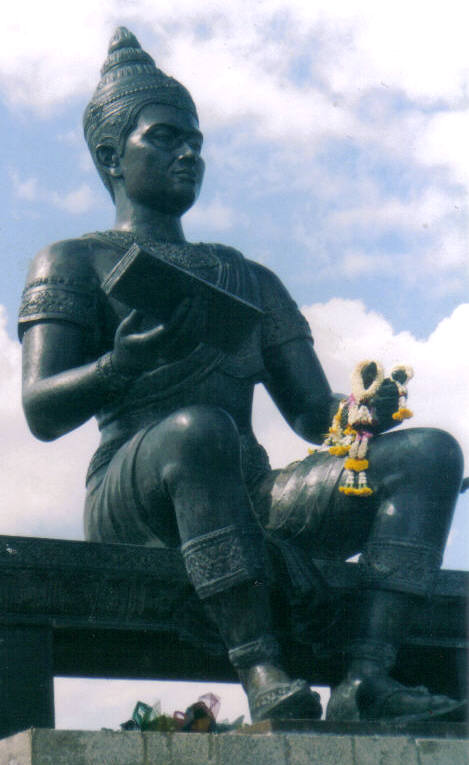
Рамакхамхаенг Великий

В этой статье представлен список известных людей, умерших в 1298 году.
См. также: Категория:Умершие в 1298 году

## Январь
- 2 января — Лодомер[англ.] — епископ Оради (1268—1279), архиепископ Эстергома (1279—1298)
- 17 января — Бертольд фон Хейлигенберг[нем.] — епископ Кура (1290/91-1298)

## Февраль
- 9 февраля — Эла Лонгспе, английская аристократка, жена сначала Томаса де Бомона, 6-го графа Уорика, затем Филиппа Бассета из Уикомба.
- 17 февраля — Евфросиния[англ.] — польская княжна, дочь Пшемысла I, монахиня, аббатиса

## Март
- 14 марта — Пётр Оливи — монах-францисканец, французский теолог и философ, интеллектуальный лидер спиритуалов
- 25 марта — Зигфрид I — родоначальник старшей линии Ангальт-Цербста (1252—1298).
- 25 марта или 27 марта — Уильям Лаутский[англ.] — епископ Или (1290—1298)

## Апрель
- 8 апреля — Эндрю Морэй[англ.] — юстициарий Шотландии, умер в Тауэре
- 17 апреля:
  - Альбрехт II[англ.] — граф Гогенберг (1253—1298) из династии Гогенцоллернов;
  - Арни Порлакссон[англ.] — епископ Скаульхольта (1269—1298).

## Май
- 4 мая — Фридрих VI фон Цоллерн — граф фон Цоллерн (1289—1298)

## Июнь
- 1 июня — Бруно — ландмейстер Тевтонского ордена в Ливонии (1296—1298), погиб в битве на реке Трейдера.
- 3 июня — Пьетро де Лаквила[итал.] — кардинал-священник di Santa Croce in Gerusalemme (1294—1298)
- 5 июня или 9 июня — Уильям де Бошан, английский аристократ, 9-й граф Уорик (первый из рода Бошанов) (с 1268), главный шериф Вустершира (с 1269).
- 17 июня — Иоланта Польская — принцесса дома Арпадов, дочь венгерского короля Белы IV, в замужестве — княгиня Познанская, Гнезненская, Калишская и Иновроцлавская (1256—1279), как жена Болеслава Набожного, блаженная Римско-католической церкви, аббатиса ордена клариссинок
- 23 июня — Аль-Мутаваккил аль-Мутаххар бин Яхья[англ.] — имам Йемена (1276—1298)

## Июль
- 2 июля — Адольф Нассауский — король Германии (1292—1298), герцог Нассау (1276—1298), убит в сражении с австрийцами, в битве при Гёльхайме
- 13 июля или 14 июля — Иаков Ворагинский — архиепископ Генуи (1292—1298), автор первого перевода Библии на народный итальянский язык, итальянский духовный писатель, автор знаменитого сборника житий святых «Золотая легенда», святой римско-католической церкви.
- 22 июля:
  - Джон де Грэхем[англ.] — шотландский дворянин, герой войны за независимость Шотландии, погиб в битве при Фолкерке;
  - Джон Стюарт из Бонкиля — шотландский полководец периода Первой войны за независимость Шотландии (1296—1328), погиб в битве при Фолкерке (1298);
  - Макдафф Файфский[англ.] — герой Первой войны за независимость Шотландии (1296—1328), погиб в битве при Фолкерке (1298).
- 23 июля — Торос III — король Киликийской Армении (1293—1294), убит в заточении.

## Август
- 1 августа:
  - Ибн Васил (90) — арабский политик и дипломат;
  - Мордехай бен-Гиллель — немецкий раввин и комментатор талмуда.
- 23 августа — Генрих Младший Гессенский, старший сын первого ландграфа Гессена и основателя гессенской династии Генриха I Дитя.
- 25 августа:
  - Альбрехт II — герцог Саксонии(1260—1298), основатель Саксен-Виттенбергской линии Асканиев;
  - Гильом д’Аньер[фр.] — епископ Лизьё (1285—1298).
- 28 августа — Уильям Хафтон[англ.] — архиепископ Дублина (1296—1298)
- 29 августа — Элеонора Английская — старшая из дочерей короля Англии Эдуарда I, графиня-консорт Бара (1293—1298), жена Генриха III

## Сентябрь
- 5 сентября — Евфимия[англ.] — польская княжна, дочь Пшемысла I, монахиня
- 8 сентября — Андреа Дандоло[англ.] — венецианский адмирал, командующий в сражении при Курцоле, покончил жизнь самоубийством в плену у генуэзцев
- 11 сентября — Филипп д’Артуа (29) — сын графа Роберта II д’Артуа, сеньор Конша, Нонанкура и Домфрона, умер от ран, полученных в битве при Фюрне
- 25 сентября — Изабелла Люксембургская — графиня-консорт Фландрии и маркграфиня-консорт Намюра (1265—1298), жена Ги де Дампьера
- 29 сентября:
  - Гвидо да Монтефельтро — синьор Монтефельтро из рода Монтефельтро, кондотьер и политик, персонаж Божественной комедии Данте;
  - Гуго д’Арси[фр.] — епископ Отёна (1288—1298).
- Роберт де Уффорд, английский рыцарь, юстициарий Ирландии (1268—1270 и 1276—1281).

## Октябрь
- Эмери IV — виконт Нарбонны (1270—1298)

## Ноябрь
- 19 ноября — Святая Мехтильда, бенедиктинская монахиня, святая католической церкви.
- 28 ноября — Хартнид фон Лихтенштейн-Оффенберг[нем.] — епископ Гурка (1283—1298)

## Декабрь
- 9 декабря — Арчибальд[англ.] — епископ Морея (1253—1298)
- 31 декабря — Хамфри де Богун — граф Херефорд и граф Эссекс, лорд Верховный констебль Англии (1275—1298), лорд-хранитель Пяти портов (1264), лидер баронской оппозиции Эдуарду I.

## Дата неизвестна или требует уточнения
- Абделазиз аль-Малзузи[англ.] — марокканский поэт и историк
- Анна Ростиславна — царица Болгарии, жена царей Михаила I Асеня и Коломана II Асеня, дочь русского князя из рода Рюриковичей Ростислава Михайловича (дата смерти предположительна)
- Аухадуддин Кермани[англ.] — персидский поэт
- Иоганн Бальб — итальянский грамматик, доминиканский священник, автор «Католикона».
- Джакопо дель Кассеро[итал.] — итальянский кондотьер и политик, подеста Болоньи (1296—1297), персонаж «Божественной комедии» Данте.
- Джованни да Прочида, сицилийский политический деятель, медик, дипломат.
- Уильям Дуглас, 4-й лорд Дуглас (после 1240), шотландский военачальник.
- Масуд II — султан Рума (1283—1298)
- Мугай Нёдай — японская монахиня школы Риндзай-дзэн, первой получившая признание как дзэнский мастер (со), основатель самого значительного впоследствии женского монастыря Кэйай-дзи.
- Нгам Муанг[нем.] — тайский король Пхаяу
- Оттон V — маркграф Бранденбург-Зальцведельский (1267—1298)
- Прочида, Джованни да — сицилийский политический деятель, врач и дипломат
- Рамакхамхаенг Великий — король Королевства Сукотай (1279—1298)
- Саба Маласпина[итал.] — епископ Милето (1286—1298)
- Смилец — Царь Болгарии (1292—1298)
- Томас Фицморис Фицджеральд, 2-й барон Десмонд[англ.] — барон Десмонд (1261—1298).
- Джордан Фолиот, английский рыцарь, 1-й барон Фолиот (1295—1298).
- Якут аль-Мустасими — арабский каллиграф
- Ян Хуэй — китайский математик